# درتموش
درتموش، روستایی از توابع بخش مرکزی شهرستان املش در استان گیلان ایران است.

## جمعیت
این روستا در دهستان املش جنوبی قرار دارد و براساس سرشماری مرکز آمار ایران در سال ۱۳۸۵، جمعیت آن ۶ نفر (۵خانوار) بوده‌است.